# 34632 Sarahbroas
34632 Sarahbroas este o planetă minoră (asteroid), cu un diametru de 4,202 km, din centura de asteroizi. A fost descoperită pe 31 octombrie 2000 la Experimental Test Site⁠(d) de Lincoln Near-Earth Asteroid Research. 
Obiectul prezintă o orbită caracterizată de o semiaxă mare de 2,7542095 UAi, o excentricitate de 0,17, o înclinație de 9,81159 ° în raport cu ecliptica.